# 明日香壽川
明日香壽川（日语：／ Asuka Jusen，1959年10月—），舊姓張，是一名日本環境科學家、經濟學家和中國研究學者。現任東北大學東北亞研究中心基礎研究部門中國研究領域教授。他是出生於日本的在日華僑。  

## 生平
明日香曾就讀東京都目黑區立綠丘小學、目黑區立第十一中學、東京都立戶山高等學校，之後進入東京大學農學部深造。畢業後，他於東京大學大學院工學系研究科攻讀博士課程，主修先端學際工學，並取得農學碩士（東京大學大學院農學系研究科農藝化學專攻碩士課程修畢）、MBA（歐洲工商管理學院）、學術博士（東京大學）。 
他曾擔任瑞士實驗外科醫學研究所研究員、法瑪西亞生物系統日本分公司企劃管理部經營企劃課專案經理、電力中央研究所社會經濟研究所研究員，以及京都大學經濟研究所客座副教授（2002年4月至2003年3月）。現職為東北大學教授。此外，他也擔任環境經濟・政策學會理事（2004年起）、中國環境問題研究會代表（2004年起）、海外環境協力中心理事（2007年起）、國際亞洲共同體學會理事（2007年起），並曾擔任《朝日新聞》亞洲網絡學者等職務。  

## 研究領域
明日香的研究主題涵蓋中國的環境問題與能源問題、全球暖化問題、國際環境合作、排放權交易制度、環境稅等。目前主要研究方向為環境與能源問題的政治經濟學。

## 榮譽
- 第32回山崎獎（2006年）

## 外部連結
- 明日香壽川　東北大学　東北アジア研究センター
- 業績一覧 （页面存档备份，存于）
  - 『地球温暖化懐疑論へのコメントver.3.0』（地球温暖化に対する懐疑論へのコメント）
  - 『地球温暖化懐疑論批判』東京大学IR3S/TIGS叢書 No.1 （页面存档备份，存于）